# Kamienica przy ulicy Paulińskiej 20 w Krakowie
Kamienica przy ulicy Paulińskiej 20 – zabytkowa kamienica znajdująca się w Krakowie, w dzielnicy I przy ulicy Paulińskiej, na Kazimierzu.
Kamienica została wzniesiona w 1914 roku według projektu architekta Jozue Oberledera.
Budynek został wpisany do gminnej ewidencji zabytków. Znajduje się na obszarze Kazimierza, którego układ urbanistyczny został wpisany 23 marca 1934 do rejestru zabytków.